# Episodi di Rocco Schiavone (terza stagione)
La terza stagione della serie televisiva Rocco Schiavone, formata da 4 episodi, viene trasmessa su Rai 2 dal 2 ottobre al 23 ottobre 2019.
| nº | Titolo               | Prima TV        |
| -- | -------------------- | --------------- |
| 1  | La vita va avanti    | 2 ottobre 2019  |
| 2  | L'accattone          | 9 ottobre 2019  |
| 3  | Après la boule passe | 16 ottobre 2019 |
| 4  | Fate il vostro gioco | 23 ottobre 2019 |

## La vita va avanti
- Diretto da: Simone Spada
- Scritto da: Antonio Manzini e Maurizio Careddu

### Trama
La squadra indaga sulla morte dell'ex prete Donato Brocherel mentre Schiavone non si schioda da casa con la scusa di una finta febbre; inizialmente i sospetti ricadono sui coniugi Trochein ma Schiavone intuirà che ad aver causato la morte dell'uomo è stato un suo vecchio parrocchiano, Bernardo Seppiè, che lui stesso aveva fatto arrestare anni prima quando era prete. Intanto Sebastiano, che ha appena ottenuto 18 mesi di arresti domiciliari, dice a Furio e Brizio che ritiene Schiavone un infame perché lo avrebbe fatto arrestare. Una nuova conoscenza è Sandra Buccellato, giornalista ed ex moglie del questore Costa, che cerca di avvicinare Schiavone. Pierron, che non ha ancora digerito la fine del rapporto con la Rispoli, inizia ad avere qualche debito di gioco.
- Altri interpreti: Danilo Nigrelli (Bernardo Seppiè), Mario Zucca (Isacco Trochein), Roberta Sferzi (Natalena Trochein), Graziella Polesinanti (sora Letizia), Guido Roncalli (prof. Cocci), Stefano Fregni (padre Domenico), Luigi Di Fiore (Kevin).
- Tratto dal racconto L'eremita edito da Sellerio nel 2017
- Ascolti Italia: telespettatori 2 252 000 – share 9,7% [1]

## L'accattone
- Diretto da: Simone Spada
- Scritto da: Antonio Manzini e Maurizio Careddu

### Trama
Il clochard Alfredo Bissolati trova il cadavere del ragioniere Aurelio Iatta dietro a un'edicola nei pressi del mercato rionale. Negli anni '80 la vittima aveva acquistato tre appartamenti da Dario Arsù, assessore di Bardonecchia arrestato nel 1995 quando il comune fu sciolto per mafia e il cui fratello 'ndranghetista Domenico è tuttora recluso. L'ex moglie del malavitoso Fernanda Luzzi racconta a Schiavone che suo marito si era affidato al ragioniere per gestire i suoi soldi e che una volta era andata a letto con lui nel 2000. Schiavone alla fine scopre che la malavita non c'entra niente poiché Iatta è stato ucciso per un litigio dal coetaneo Bissolati il quale però ha dei problemi di memoria e non si ricorda niente. Italo, per far fronte ai debiti di gioco, ruba un PC e un drone dalla questura ma Rocco lo intuisce e lo redarguisce; non avendo ancora saldato il debito, viene picchiato dagli uomini di Kevin al quale deve 4 000 euro. Schiavone decide così di chiedere aiuto al suo amico Brizio che fingerà di essere un giocatore di poker per smascherare Kevin e gli altri due giocatori che stavano fregando Italo poiché utilizzavano carte segnate. Baldi racconta a Schiavone che sono state arrestate molte persone a Roma grazie alle rivelazioni di Enzo Baiocchi, il quale ha chiesto di parlare proprio con lui.
- Altri interpreti: Luigi Di Fiore (Kevin), Marina Pennafina (Fernanda Luzzi), Jonis Bascir (Ahmed El Boustany), Roberta Procida (Giada Prosperi), Caterina Casini (zia di Italo), Stefano Alessandroni (Arrigo Salimbeni), Sergio Tardioli (Carlo Moriani), Renato Scarpa (Alfredo Bissolati).
- Tratto dal racconto L'accattone edito da Sellerio nel 2012
- Ascolti Italia: telespettatori 2 142 000 – share 9,3% [2]

## Après la boule passe
- Diretto da: Simone Spada
- Scritto da: Antonio Manzini e Maurizio Careddu

### Trama
Il ragioniere Romano Favre, ispettore di gioco del casinò di Saint-Vincent, viene ritrovato morto in casa dai vicini Bianca Martini e Arturo Michelini, ucciso con due pugnalate e con in mano una fiche. Schiavone intuisce che a uccidere il pensionato sia stato proprio il croupier Michelini, facendo ricadere la colpa su Cecilia Porta che è la madre di Gabriele, ma decide di non arrestarlo perché vuole risalire a un presunto mandante. Baiocchi racconta al PM Baldi di avercela con Schiavone perché ha ucciso suo fratello sotterrandone il cadavere a Fiumicino; il vice questore chiama l'amico Furio per risolvere la faccenda.
- Altri interpreti: Bebo Storti (Guido Roversi), Fabrizia Sacchi (Oriana Berardi), Olga Kent (Lada Chestokova), Daniele Natali (Arturo Michelini), Giusi Merli (Bianca Martini), Paolo Bessegato (Marcello Morin).
- Tratto dal romanzo Fate il vostro gioco edito da Sellerio nel 2018
- Ascolti Italia: telespettatori 2 652 000 – share 11,6% [3]

## Fate il vostro gioco
- Diretto da: Simone Spada
- Scritto da: Antonio Manzini e Maurizio Careddu

### Trama
La squadra di Schiavone va a giocare al casinò in borghese per studiare l'ambiente. Cecilia e Gabriele vengono sfrattati e così sono ospitati da Schiavone. Alessio Duranti, infermiere con il vizio del gioco, viene trovato morto in una stanza d’albergo. L’uomo si è suicidato tagliandosi le vene per via dei debiti che aveva con l'usuraio Marcello Morin, il quale verrà malmenato da Schiavone. Brizio avverte Rocco di aver visto entrare Caterina Rispoli al ministero degli Interni a Roma e gli manda una foto di lei con un collega. Con uno stratagemma Schiavone, dopo essere entrato nel giro di riciclaggio al casinò, fa arrestare, anche con l'accusa di concorso nell'omicidio di Favre, Giovanni Mieli e i suoi complici; subito dopo viene arrestato anche l'esecutore materiale Michelini. 
 Brizio avvisa Rocco che stanno per iniziare gli scavi a Fiumicino dove avevano seppellito il cadavere di Luigi Baiocchi; Schiavone quindi si congeda da Gabriele lasciandogli dei soldi per lui e Cecilia, scende a Roma per sistemare alcune cose e per salutare i suoi amici prima di mettersi in fuga, consapevole che a breve gli inquirenti risaliranno a lui.
- Altri interpreti: Bebo Storti (Guido Roversi), Fabrizia Sacchi (Oriana Berardi), Olga Kent (Lada Chestokova), Daniele Natali (Arturo Michelini), Paolo Bessegato (Marcello Morin), Paolo De Vita (Giovanni Mieli), Daniela Igliozzi (Laura), Silvia Luzzi (dott.ssa Sara Tombolotti).
- Tratto dal romanzo Fate il vostro gioco edito da Sellerio nel 2018
- Ascolti Italia: telespettatori 2 264 000 – share 9,4% [4]